# Starrcade 1987
Starrcade '87: Chi-Town Heat è stata la quinta edizione dell'evento annuale Starrcade, prodotto dalle Jim Crockett Promotions sotto l'insegna della National Wrestling Alliance. Si svolse il 26 novembre 1987 dallo UIC Pavilion di Chicago, Illinois. Fu il primo evento NWA ad essere trasmesso in pay-per-view ed è stato il primo grande evento delle JCP ad avere la partecipazione di wrestler provenienti dalla Universal Wrestling Federation.

## Evento
Il main event della serata fu lo steel cage match tra Ric Flair e Ron Garvin per il titolo NWA World Heavyweight Championship. Dopo l'evento, Flair ebbe un feud con Sting. Altri match notevoli di questa edizione di Starrcade furono lo steel cage match tra Dusty Rhodes e Lex Luger con in palio l'NWA United States Heavyweight Championship, il match di coppia che vide The Road Warriors contro Arn Anderson e Tully Blanchard per l'NWA World Tag Team Championship e il match Nikita Koloff contro Terry Taylor per l'unificazione dei titoli NWA World Television Championship e UWF World Television Championship.

## Risultati[1]
| N. | Risultati | Stipulazioni                                                                                                 | Durata |
| -- | --- | --- | ------ |
| 1  | Sting, Michael Hayes e Jimmy Garvin (con Precious) contro Eddie Gilbert, Rick Steiner e Larry Zbyszko (con Baby Doll) finisce in parità per limite di tempo massimo | Tag team match                                                                                               | 15:02  |
| 2  | "Dr. Death" Steve Williams (c) sconfigge Barry Windham | Single match per lo UWF Heavyweight Championship                                                             | 06:50  |
| 3  | The Rock 'n' Roll Express (Ricky Morton e Robert Gibson) sconfiggono The Midnight Express (Bobby Eaton e Stan Lane) (con Jim Cornette e Big Bubba Rogers)           | Skywalkers match                                                                                             | 10:23  |
| 4  | Nikita Koloff sconfigge Terry Taylor (con Eddie Gilbert) | Championship unification match per l'NWA World Television Championship e l'UWF World Television Championship | 18:58  |
| 5  | Arn Anderson e Tully Blanchard (c) (con James J. Dillon) sconfiggono i Road Warriors (Hawk e Animal) (con Paul Ellering) per squalifica                             | Tag team match per l'NWA World Tag Team Championship                                                         | 13:27  |
| 6  | Dusty Rhodes sconfigge Lex Luger (c) (con James J. Dillon) | Steel cage match per l'NWA United States Heavyweight Championship                                            | 16:26  |
| 7  | Ric Flair (con James J. Dillon) sconfigge Ron Garvin (c) | Steel cage match per l'NWA World Heavyweight Championship                                                    | 17:41  |

## Conseguenze
Il regno di Ron Garvin come NWA World Heavyweight Champion era durato per due mesi e, dopo avere perso il titolo, non lo riconquistò mai più. Invece Ric Flair rimase campione per oltre un anno. All'inizio del 1988, Sting, in forte ascesa, sfidò Flair in un match a Clash of the Champions I. Flair accettò la sfida e lottò con Sting per 45 minuti in un incontro che terminò in pareggio per limite di tempo. Il match rese Sting molto popolare. Sting continuò a lottare in molti match con Flair e con gli altri membri dei Four Horsemen, dando vita a una rivalità che durò oltre dieci anni, con grande riscontro di pubblico.
Dopo che Starrcade venne surclassato da Survivor Series in termini d'ascolti, la Jim Crockett Promotions (JCP) e la World Wrestling Federation proseguirono la loro rivalità. Quando la JCP organizzò il PPV Bunkhouse Stampede nel gennaio 1988, la WWF organizzò l'evento Royal Rumble, lo stesso giorno di Bunkhouse Stampede. In risposta, la JCP produsse Clash of the Champions, uno speciale televisivo, nella stessa serata di WrestleMania IV. Clash of the Champions fu un successo ed ebbe ottimi indici d'ascolto.